# Martigny (stacja kolejowa)
Martigny (fra: Gare de Martigny) – stacja kolejowa w Martigny, w kantonie Valais, w Szwajcarii. Znajduje się na linii Simplon.

## Historia
Linia kolejowa Tonkin, na odcinku Le Bouveret - Martigny została otwarta do eksploatacji w dniu 14 lipca 1859 roku, a następnie przedłużono ją do Sion 14 maja 1860. Pierwszy tymczasowy dworzec ukończono w 1859 roku, w pobliżu alei Simplon. Dopiero w 1878 stację zbudowano w osi centralnego placu i Avenue de la Gare.
Otwarcie stacji spowodowało napływ turystów z Wielkiej Brytanii. Projekt rozbudowy zatwierdzono w 1909 roku. Architekt L. Villard, podjął się reorganizacji nowej stacji. W 1914 roku nowa hala zastąpiła poprzedni dworzec.
24 października 1906 roku zaczęła funkcjonować linia tramwajowa od Martigny-Bourg do Martigny-gare i kursowała do 31 grudnia 1956 roku. Linia ta była własnością Chemin de fer Martigny-Chatelard do 1 lutego 1930.